# Destroy (musikalbum)
Destroy är det ungerska metalbandet Ektomorfs femte fullängdsalbum som släpptes år 2004.

## Låtlista
1. "I Know Them" (04:39)
2. "Destroy" (03:50)
3. "Gypsy" (04:37)
4. "No Compromise" (02:51)
5. "Everything" (03:08)
6. "From Far Away" (04:50)
7. "Painful but True" (05:05)
8. "Only God Can Judge Me" (02:34)
9. "You Are My Shelter" (05:00)
10. "A.E.A." (05:08)
11. "From My Heart" (04:18)
12. "Tear Apart" (01:52)